# Alexander Ploner
Alexander Ploner, né le 10 juillet 1978 à Brunico est un skieur alpin italien, spécialiste du slalom géant. 

## Biographie
Champion d'Italie en 2000 du slalom géant, il fait ses débuts dans la Coupe du monde en 2001, marque ses premiers points en janvier 2002 à Adelboden (20e) et monte sur son premier et seul podium en terminant troisième du slalom géant de Kranjska Gora en 2004. Il obtient son meilleur classement général en 2010, 43e et en slalom géant, dixième, grâce notamment à quatre top dix, dont une sixième place à Alta Badia.
Il prend part aux Jeux olympiques d'hiver de 2002, où il ne termine pas le slalom géant et aux Jeux olympiques de Vancouver 2010, où il termine 18e du slalom géant. En 2009, il finit au huitième rang aux Championnats du monde à Val d'Isère, pour sa seule sélection en mondial.
Il prend sa retraite sportive en 2015, après plusieurs années sans résultat dans l'élite.

## Palmarès

### Jeux olympiques d'hiver
| Épreuve / Édition | Salt Lake City 2002 | Vancouver 2010 |
| Slalom géant      | DNF                 | 18e            |

### Championnats du monde
| Épreuve / Édition | Val d'Isère 2009 |
| Slalom géant      | 8e               |

### Coupe du monde
- Meilleur classement général : 43e en 2010.
- 1 podium.

### Classements en Coupe du monde
| Année/Classement | Année/Classement | Général | Général | Descente | Descente | Super G | Super G | Géant  | Géant  | Slalom | Slalom | Combiné | Combiné |
| ---------------- | ---------------- | ------- | ------- | -------- | -------- | ------- | ------- | ------ | ------ | ------ | ------ | ------- | ------- |
| Année/Classement | Année/Classement | Class.  | Points  | Class.   | Points   | Class.  | Points  | Class. | Points | Class. | Points | Class.  | Points  |
| 2002             | 2002             | 104e    | 33      | -        | -        | -       | -       | 30e    | 33     | -      | -      | -       | -       |
| 2003             | 2003             | 116e    | 18      | -        | -        | -       | -       | 46e    | 18     | -      | -      | -       | -       |
| 2004             | 2004             | 71e     | 82      | -        | -        | -       | -       | 24e    | 82     | -      | -      | -       | -       |
| 2005             | 2005             | 116e    | 18      | -        | -        | -       | -       | 45e    | 18     | -      | -      | -       | -       |
| 2008             | 2008             | 120e    | 20      | -        | -        | -       | -       | 44e    | 20     | -      | -      | -       | -       |
| 2009             | 2009             | 89e     | 49      | -        | -        | -       | -       | 32e    | 49     | -      | -      | -       | -       |
| 2010             | 2010             | 43e     | 186     | -        | -        | -       | -       | 10e    | 186    | -      | -      | -       | -       |
| 2011             | 2011             | 95e     | 58      | -        | -        | -       | -       | 24e    | 58     | -      | -      | -       | -       |
| 2012             | 2012             | 126e    | 8       | -        | -        | -       | -       | 44e    | 8      | -      | -      | -       | -       |

### Coupe d'Europe
- Premier du classement du slalom géant en 2004 et 2009.
- 11 podiums, dont 5 victoires.

### Championnats d'Italie
- Champion du slalom géant en 2000 et 2009.